# 第18ヘリコプター訓練飛行隊 (アメリカ海軍)
第18ヘリコプター訓練飛行隊（だい18ヘリコプターくんれんひこうたい、英: Helicopter Training Squadron 18、略称：HT-18）は、アメリカ海軍航空訓練コマンド第5訓練航空団隷下のヘリコプター訓練部隊。愛称はヴィジラント・イーグルス（英: Vigilant Eagles）。1972年3月1日に編成され、高等訓練を主に担った。フロリダ州のホワイティング・フィールド海軍航空基地に所在し、練習ヘリコプターとしてTH-57B/Cを運用する。アメリカ海軍とアメリカ海兵隊およびアメリカ沿岸警備隊のヘリコプター乗員訓練のほか、一部の北大西洋条約機構（NATO）加盟国の受け入れも行っている。

## 歴代運用機
- 練習ヘリコプター
  - TH-1L
  - TH-57A/B/C